# Rotterdams sexdagars

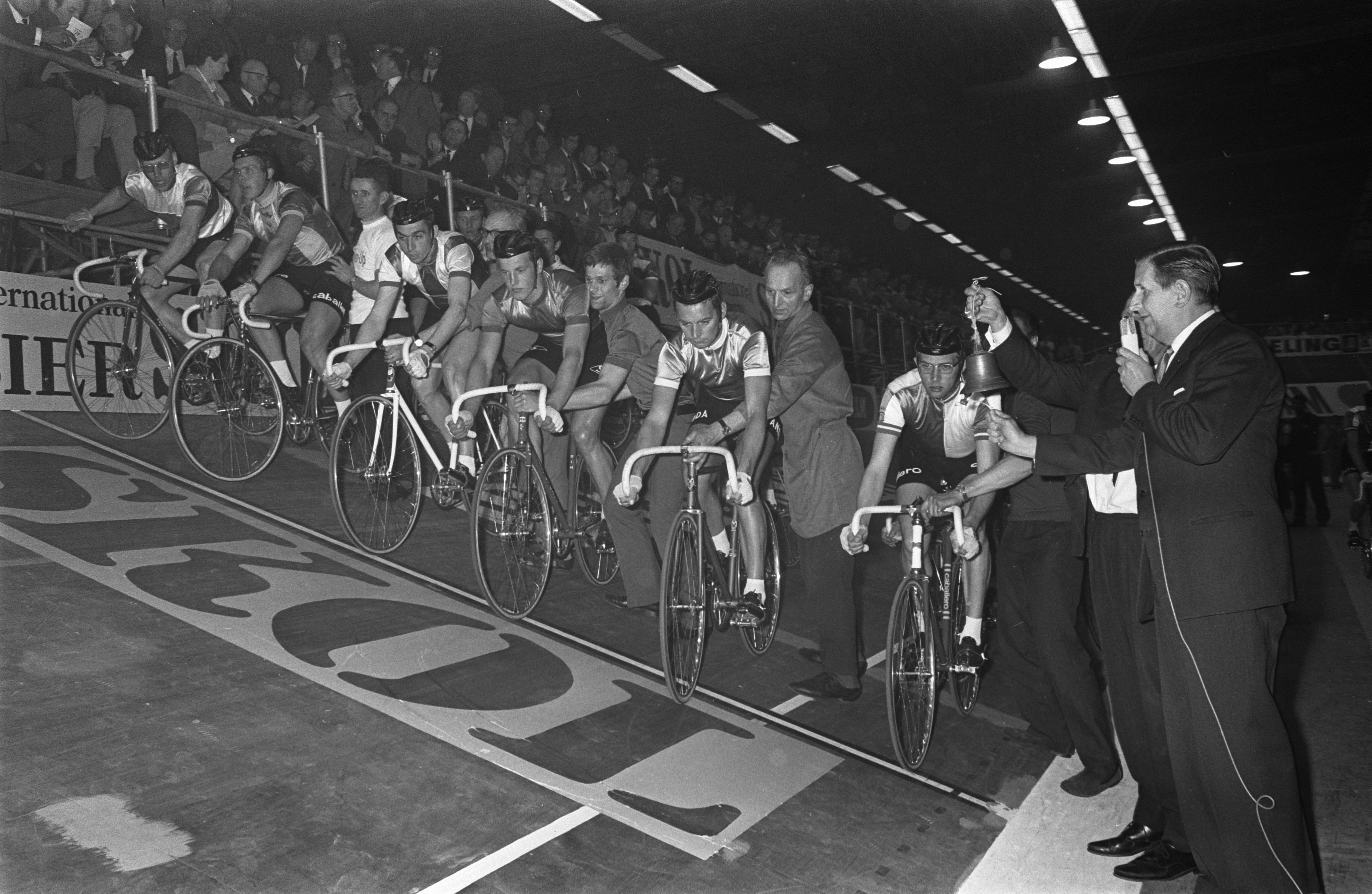
Den 1 maj 1968 återuppstod loppet i Energiehal. Här skall starten alldeles strax gå.

Rotterdams sexdagars, nederländska Zesdaagse van Rotterdam, är ett nederländskt sexdagarslopp i bancykling vars första upplaga kördes i Nenijtohal i Rotterdam den 6–13 november 1936 och följdes av ytterligare ett lopp tre månader senare, men då var intresset mindre och det blev inte fler lopp. Det dröjde sedan till 1968 innan tävlingen återupptogs, nu i Energiehal där två upplagor hölls. Efter ett års uppehåll flyttades det sedan 1971 till Rotterdam Ahoy där det körts sedan dess, dock med uppehåll 1989–2004. Från 1971 till 2020 hölls loppet i januari. Det ställdes in 2021 på grund av coronapandemin och 2022–2023 gick det i december.
Flest segrar har nederländske René Pijnen, tio stycken, varav tre i par med landsmannen Leo Duyndam och tre med australiensiske Danny Clark. Tre segrar tillsammans har även paret Niki Terpstra (Nederländerna) och Iljo Keisse (Belgien).

## Podieplaceringar
| År         | Vinnare                           | Tvåa                          | Trea                                     |
| 1936       | Jan Pijnenburg Cor Wals           | Adolphe Charlier Frans Slaats | Kees Pellenaars Adolf Schön              |
| 1937       | Albert Buysse Albert Billiet      | Kees Pellenaars Adolf Schön   | Louis van Schjindel Frans van den Broeck |
| 1938- 1967 | ej avhållet                       | ej avhållet                   | ej avhållet                              |
| 1968       | Peter Post Patrick Sercu          | Klaus Bugdahl Leo Duyndam     | Gerard Koel Sigi Renz                    |
| 1969       | Romain De Loof Peter Post         | Klaus Bugdahl Gerard Koel     | Freddy Eugen Graeme Gilmore              |
| 1970       | ej avhållet                       | ej avhållet                   | ej avhållet                              |
| 1971       | Peter Post Patrick Sercu          | Leo Duyndam René Pijnen       | Sigi Renz Theo Verschueren               |
| 1972       | Leo Duyndam René Pijnen           | Klaus Bugdahl Dieter Kemper   | Graeme Gilmore Alain Van Lancker         |
| 1973       | Leo Duyndam René Pijnen           | Eddy Merckx Patrick Sercu     | Albert Fritz Dieter Kemper               |
| 1974       | Leo Duyndam René Pijnen           | Eddy Merckx Patrick Sercu     | Jacky Mourioux Alain Van Lancker         |
| 1975       | Leo Duyndam Gerben Karstens       | René Pijnen Roy Schuiten      | Patrick Sercu Alain Van Lancker          |
| 1976       | Eddy Merckx Patrick Sercu         | Günter Haritz René Pijnen     | Leo Duyndam Gerben Karstens              |
| 1977       | Danny Clark René Pijnen           | Günter Haritz Dietrich Thurau | Freddy Maertens Patrick Sercu            |
| 1978       | Danny Clark René Pijnen           | Albert Fritz Wilfried Peffgen | Gerben Karstens Roy Schuiten             |
| 1979       | Albert Fritz Patrick Sercu        | Gerrie Knetemann René Pijnen  | Donald Allan Danny Clark                 |
| 1980       | René Pijnen Jan Raas              | Donald Allan Danny Clark      | Albert Fritz Patrick Sercu               |
| 1981       | Donald Allan Danny Clark          | René Pijnen Jan Raas          | Albert Fritz Patrick Sercu               |
| 1982       | René Pijnen Patrick Sercu         | Albert Fritz Dietrich Thurau  | Donald Allan Danny Clark                 |
| 1983       | René Pijnen Patrick Sercu         | Gert Frank Jan Raas           | Donald Allan Danny Clark                 |
| 1984       | Urs Freuler René Pijnen           | Horst Schütz Gary Wiggins     | Albert Fritz Dietrich Thurau             |
| 1985       | Danny Clark René Pijnen           | Stan Tourné Etienne De Wilde  | Roman Hermann Gerrie Knetemann           |
| 1986       | Danny Clark Francesco Moser       | René Pijnen Eric Vanderaerden | Bert Oosterbosch Dietrich Thurau         |
| 1987       | Pierangelo Bincoletto Danny Clark | Josef Kristen Teun van Vliet  | Roman Hermann Peter Stevenhaagen         |

| År         | Vinnare                              | Tvåa                                | Trea                                |
| 1988       | Danny Clark Tony Doyle               | Roman Hermann Teun van Vliet        | Stan Tourné Etienne De Wilde        |
| 1989- 2004 | ej avhållet                          | ej avhållet                         | ej avhållet                         |
| 2005       | Robert Slippens Danny Stam           | Bruno Risi Kurt Betschart           | Jimmi Madsen Jakob Piil             |
| 2006       | Robert Slippens Danny Stam           | Matthew Gilmore Iljo Keisse         | Robert Bartko Andreas Beikirch      |
| 2007       | Robert Bartko Iljo Keisse            | Danny Stam Marco Villa              | Bruno Risi Franco Marvulli          |
| 2008       | Danny Stam Leif Lampater             | Bruno Risi Franco Marvulli          | Iljo Keisse Robert Bartko           |
| 2009       | Peter Schep Joan Llaneras            | Bruno Risi Danny Stam               | Leif Lampater Franco Marvulli       |
| 2010       | Danny Stam Iljo Keisse               | Bruno Risi Franco Marvulli          | Michael Mørkøv Alex Rasmussen       |
| 2011       | Danny Stam Léon van Bon              | Robert Bartko Pim Ligthart          | Michael Mørkøv Jens-Erik Madsen     |
| 2012       | Peter Schep Wim Stroetinga           | Jens Mouris Franco Marvulli         | Yoeri Havik Danny Stam              |
| 2013       | Niki Terpstra Iljo Keisse            | Peter Schep Wim Stroetinga          | Yoeri Havik Nick Stöpler            |
| 2014       | Niki Terpstra Iljo Keisse            | Kenny De Ketele Jasper De Buyst     | Michael Mørkøv Alex Rasmussen       |
| 2015       | Niki Terpstra Iljo Keisse            | Michael Mørkøv Alex Rasmussen       | David Muntaner Albert Torres        |
| 2016       | Sebastián Mora Albert Torres         | Morgan Kneisky Christian Grasmann   | Niki Terpstra Yoeri Havik           |
| 2017       | Roger Kluge Christian Grasmann       | Lasse Norman Hansen Jesper Mørkøv   | Wim Stroetinga Dylan van Baarle     |
| 2018       | Kenny De Ketele Moreno De Pauw       | Yoeri Havik Wim Stroetinga          | Morgan Kneisky Benjamin Thomas      |
| 2019       | Thomas Boudat Niki Terpstra          | Lasse Norman Hansen Marc Hester     | Yoeri Havik Wim Stroetinga          |
| 2020       | Yoeri Havik Wim Stroetinga           | Moreno De Pauw Jan-Willem van Schip | Kenny De Ketele Robbe Ghys          |
| 2021       | inställt på grund av Coronapandemin  | inställt på grund av Coronapandemin | inställt på grund av Coronapandemin |
| 2022       | Yoeri Havik Niki Terpstra            | Lindsay De Vylder Jules Hesters     | Elia Viviani Vincent Hoppezak       |
| 2023       | Yoeri Havik Jan-Willem van Schip     | Lindsay De Vylder Jules Hesters     | Vincent Hoppezak Philip Heijnen     |
| 2024       | Michael Mørkøv Tobias Aagaard Hansen | Yoeri Havik Jan-Willem van Schip    | Vincent Hoppezak Philip Heijnen     |

## Bildgalleri

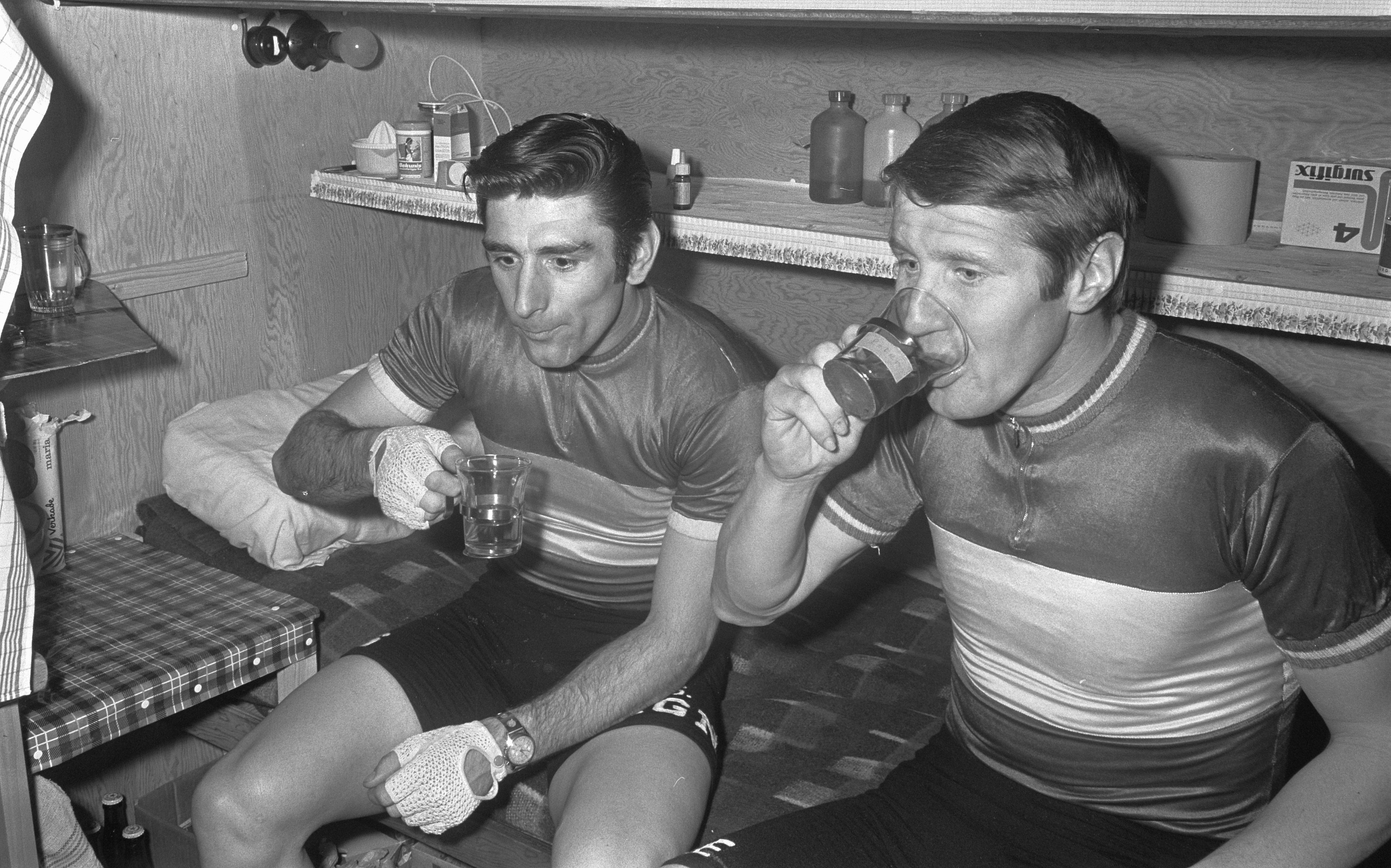
Romain De Loof (till vänster) och Peter Post sittande på britsen i sitt bås under en paus 1969.
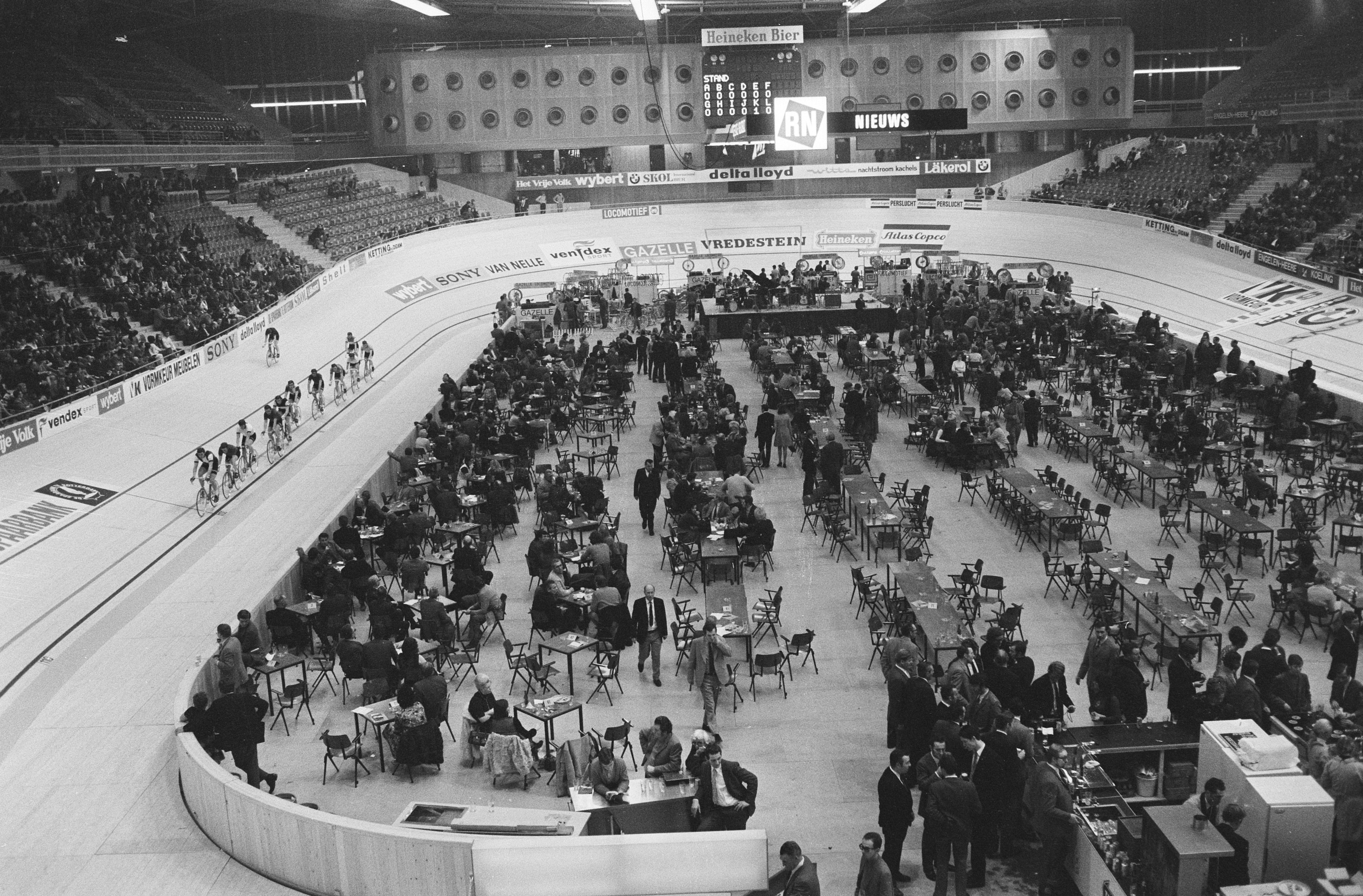
1971 flyttade loppet till Ahoyhalle. Cykelparen har varsitt litet bås i bortre änden av innerplanen, resten är ölhall med orkester.
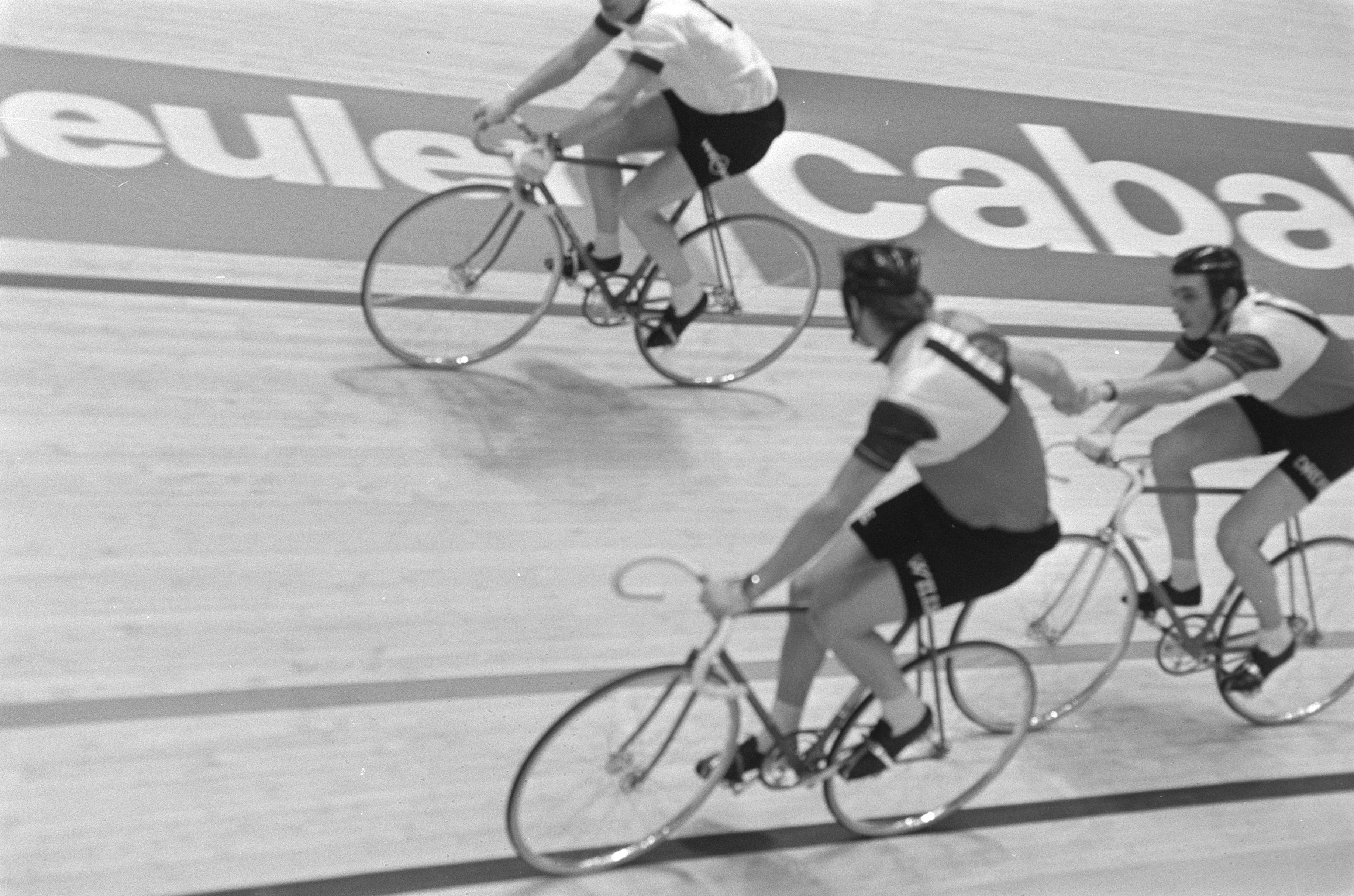
Peter Post (till vänster) växlar över till Patrick Sercu med en "handslunga" som ger honom fart. Paret vann hela loppet (1971).
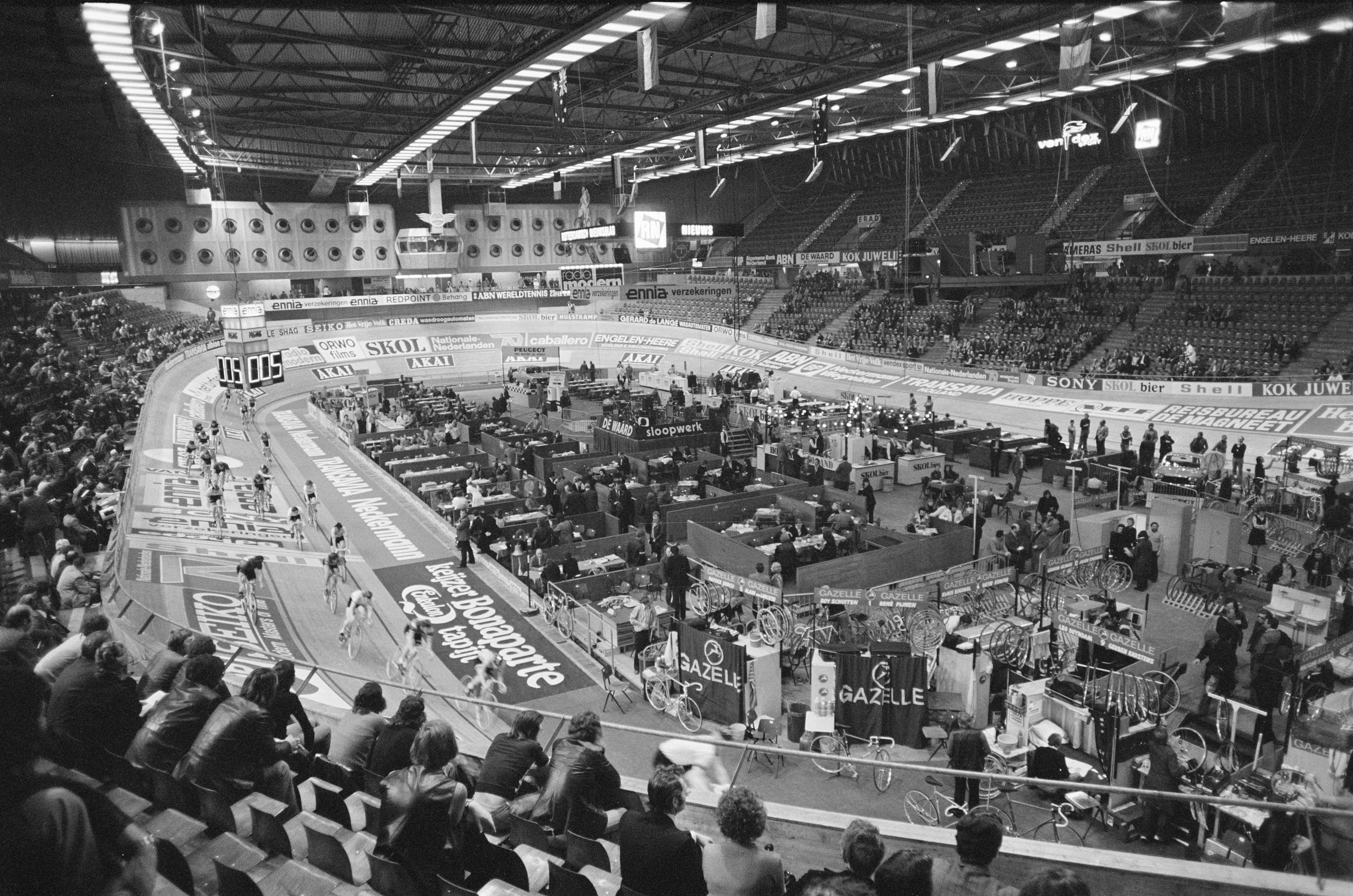
Sexdagars i Ahoyhalle 1975. Hiterst på innerplanen ses deltagarbåsen.